# Ebubekir Öztürk
Ebubekir Öztürk (* 1. Februar 1978 in Istanbul) ist ein türkischer Schauspieler.

## Biografie
Öztürk wurde am 1. Februar 1978 in Istanbul geboren. Seine Familie stammt ursprünglich aus Ağrı. Sein Debüt gab er 2009 in dem Film Kutsal Damacana 2. Im selben Jahr spielte er in Kolpaçino mit. 
Anschließend trat er 2010 in der Fernsehserie Hanımeli Sokağı auf. Außerdem wurde er 2012 für die Serie Polis Hikâyeleri gecastet. 2013 war Öztürk in Köstebekgiller zu sehen. Von 2013 bis 2015 setzte er seine Karriere in Pırdino fort. Unter anderem bekam er eine Rolle in Payitaht Abdülhamid. Zwischen 2018 und 2020 spielte er in der Serie Tozkoparan eine Nebenrolle.

## Filmografie
Filme
- 2009: Kutsal Damacana 2
- 2009: Kolpaçino
- 2011: Kolpaçino: Bomba
- 2015: En Güzeli
- 2016: Kolpaçino 3. Devre

Serien
- 2010: Hanımeli Sokağı
- 2010: Türk Malı
- 2012: Dedemin Dolabı
- 2012: Polis Hikâyeleri
- 2013: Köstebekgiller
- 2013–2015: Pırdino
- 2015: Filinta
- 2017: Yalaza
- 2017: Payitaht Abdülhamid
- 2018–2020: Tozkoparan